# فهرست حوزه‌های گازی ایران
ایران، از نظر ذخایر گاز طبیعی، دومین کشور جهان، پس از روسیه است.
در زیر، فهرست نام میدان‌های گازی ایران، بر اساس محل جغرافیایی آمده است :

## جنوب ایران
- میدان آزادگان (استان خوزستان)
- میدان گازی آغار
- میدان گازی بستک
- میدان گازی بندوبست
- میدان بی‌بی‌حکیمه
- میدان گازی پارس جنوبی
- میدان گازی پارس شمالی
- میدان گازی تابناک
- میدان گازی تینک
- میدان گازی دارا
- میدان گازی دالان
- میدان گازی دریایی
- میدان گازی زیره
- میدان گازی سرخون
- میدان گازی سورو
- میدان گازی شانول
- میدان گازی صلخ
- میدان عسلویه
- میدان گازی فردوسی
- میدان گازی فرزاد (آ)
- میدان گازی فرزاد (ب)
- میدان گازی قشم
- میدان گازی کنگان
- میدان گازی گردن
- میدان گازی گشوی جنوبی
- میدان گازی گلشن
- میدان گازی گورزین
- میدان گازی مختار (استان کهگیلویه و بویراحمد)
- میدان گازی مند
- میدان گازی میلانون
- میدان گازی نار
- میدان گازی نمک
- میدان گازی نورا
- میدان گازی وراوی
- میدان گازی هما

## غرب ایران
- میدان گازی تنگ بیجار
- میدان گازی کبیرکوه
- میدان گازی هلیلان
- میدان گازی کوه مند

## ایران مرکزی
- میدان گازی سراجه (استان قم)

## شمال و شمال شرقی ایران
- میدان گازی خانگیران (خراسان رضوی)
- میدان گازی گنبدلی (خراسان رضوی)
- میدان گازی قزل‌تپه (استان گلستان)
- میدان گازی گرگان
- میدان گازی افشار (خراسان رضوی)